# 菊地あやか
菊地 あやか（きくち あやか、1993年〈平成5年〉6月30日 - ）は、日本の元ファッションモデルであり、女性アイドルグループ・AKB48の元メンバーである。『MAQUIA』の元専属モデル。旧芸名、菊地 彩香。東京都葛飾区出身。

## 略歴

### 3期生時代
2006年12月3日、『第三期AKB48追加メンバーオーディション』に合格。2007年4月8日、AKB48劇場でのチームB 1st Stage「青春ガールズ」初日公演において、旧チームBの一員として公演デビュー。「ロマンス、イラネ」で初めて選抜メンバーになるなど、柏木由紀、渡辺麻友らとともに旧チームBの主力として活動する。
公式サイト上でのニックネームは、「あやりん」または「きくじ」「きくぢ」。本人は「きくじ」ではなく「あやりん」と呼んでほしいとステージ上で度々発言していた。
2008年8月14日にAKB48公式ブログにおいて、「AKB48のメンバーとしての自覚に欠けた軽率な行動を取った」として、同日付で解雇が発表された。同時に同年6月から所属していたプロダクション尾木との契約解除が発表（2010年3月1日付で再契約）。

### 7期生時代
2008年11月、『AKB48 第四回研究生（7期生）オーディション』に合格し、同年12月20日に開催されたコンサートにおいて研究生として復帰した。2009年1月18日、公式ブログにおいて正式に復帰が発表された。これを機に、芸名「菊地あやか」が使われることになった。
2009年7月、フランス・パリ郊外のヴィルパントで開催されたJapan Expo2009でのライブに研究生では唯一参加した。
同年8月23日に開催された『読売新聞創刊135周年記念コンサート AKB104選抜メンバー組閣祭り』の夜公演にて、同年10月よりチームKに昇格することが発表され、2010年3月12日にチームKに昇格したことで502日ぶりの正式メンバー復帰を果たした。また、AKB48の各チーム再編後はチームKが最も早く新体制での公演を開始したため、松井咲子とともに7期生で最初の昇格者となった。CD選抜メンバーとしては、14thシングル「RIVER」のカップリング曲「君のことが好きだから」で「アンダーガールズ」として復帰を果たしている。その後、『週刊ヤングジャンプ』（集英社）のスペシャルユニット、チームYJのメンバーにチーム研究生（当時）の中から唯一選ばれた。そして、2010年3月17日より渡り廊下走り隊に加わることが発表され、同年3月1日付で約1年半ぶりにプロダクション尾木所属となった。
2010年11月27日に開催された「TOKYO交通安全キャンペーン 交通事故防止ラッピングバス発表会」にゲストとして出席した。また、同年9月18日に公開の映画『×ゲーム』にも出演している。
2011年4月16日に京セラドーム大阪で開催された全国握手会イベント「“AKB48祭り”Powered by『ネ申テレビ』」で21stシングル「Everyday、カチューシャ」が初披露された際に、同曲のシングル選抜メンバーに選定されたことが明らかにされた。菊地の選抜入りは9th配信限定シングル「Baby! Baby! Baby!」以来約3年ぶりとなる。
同年6月13日発売号『週刊プレイボーイ』（集英社）において、AKB48「12.5期」研究生という触れ込みで新メンバー『江口愛実』のグラビアが掲載され、江崎グリコ「アイスの実」の広告への登場も発表されていた。しかし翌14日、菊地が自身のブログにてと江口がCGである事を示唆する内容を発言。ブログの当該部分の記述は即座に修正され、翌15日に菊地はブログ上で謝罪。秋元康からは「お前は悪くない」と激励のメールが届いたことも明かした。同年6月19日、CMの放送開始に合わせて江崎グリコより詳細が発表され、『江口愛実』はメンバー6人のCG合成であることが明らかになった。
2012年5月から6月にかけて実施された『AKB48 27thシングル 選抜総選挙』では51位で、フューチャーガールズ入りを果たした。
同年8月24日に開催された『AKB48 in TOKYO DOME 〜1830mの夢〜』初日公演において、チームAに異動することが発表された。11月1日にチームAに異動し、翌2日、チームAウェイティング公演のスターティングメンバーとして新チームでの活動を開始。
2013年5月13日に名取稚菜とともに愛媛県松山市の観光大使「松山おもてなし大使」に任命され、東京・お台場のフジテレビ内にて行われた任命式に出席。菊地、名取ともに東京都出身であるが、同月23日より放送の新番組『AKB観光大使』（フジテレビONE）の番組ロケで行ったPR活動が市長に認められ、本物の観光大使に就任することになった。
同年5月から6月にかけて実施された『AKB48 32ndシングル 選抜総選挙』では51位となり、フューチャーガールズに選出される。
2014年2月24日、Zepp DiverCityで開催された『AKB48グループ大組閣祭り』において、NMB48チームNへの移籍が発表されたが、異議申し立てにより移籍は取り消しとなり、同月27日、AKB48チームAに残留することが確定した。同日、異議申し立てをした理由について、自身のGoogle+アカウントで「まだ私にはAKBでやり残したことがある」と述べた。
同年4月13日に開催されたチームAウェイティング公演の夜公演において、AKB48を卒業することを発表した。この年の2月9日に渡り廊下走り隊が解散したことで卒業を考えたとされている。同月21日に開催されたチームAウェイティング公演（横山チームA千秋楽公演）が卒業公演となった。9月23日にパシフィコ横浜で開催された「前しか向かねえ」劇場盤発売記念大握手会をもってAKB48としての活動を終了した。

### ソロ活動の開始
AKB48からの卒業公演を行った2日後の2014年4月23日に発売された女性ファッション雑誌『MAQUIA』6月号（集英社）より、同誌の専属モデルとなった。
2014年12月21日に、交際していた一般男性との婚姻届を同年11月22日に提出していたことと第1子の妊娠を、公式ブログで公表した。その後、2015年4月30日には第1子となる男児を出産した。同年9月27日『東京ガールズコレクション2015A/W』で産後初のイベント出演を果たしたが、2016年5月31日をもって、プロダクション尾木との契約が終了となった。
2017年3月10日に第2子となる女児を出産。その後2019年4月8日に第3子となる男児を出産し、現在は3児の母となっている。

### 所属事務所遍歴
1. AKS（2007年4月8日 - 2008年6月27日）
2. プロダクション尾木（2008年6月28日 - 2008年8月14日付で契約解除）
3. AKS（2008年12月20日 - 2010年2月28日）
4. プロダクション尾木（2010年3月1日 - 2016年5月31日）

## 人物
- アイドルが好きで、人生で最初に買ったCDは「LOVEマシーン」[27]。2010年時点ではBerryz工房の熊井友理奈の大ファン。特に『第58回NHK紅白歌合戦』で熊井に会うことができ、嬉しかったと語っている[28]。
- 声優・水樹奈々のファンである[29][30]。
- 料理が苦手で、本人曰く「フルーチェしか作れない」[27]。
- おでんが好き[27]。
- キャッチフレーズは「笑顔の天使、スマーイリンリンリン、はたちのあやりんこと菊地あやかです」[27]。
- 渡り廊下走り隊で共働した浦野一美が2022年に結婚した際は、披露宴で第1子（男児）と第2子（女児）が「フラッグボーイ&フラッグガール」を務めていたことが自身のインスタで明かされている[26]。

## AKB48在籍時の参加楽曲

### シングルCD選抜楽曲
- ロマンス、イラネ
- 桜の花びらたち2008
  - 最後の制服
- Baby! Baby! Baby!
  - 初日
- 「RIVER」に収録
  - 君のことが好きだから - 「アンダーガールズ」名義
- 「桜の栞」に収録
  - Choose me! - 「チームYJ」名義
- 「ポニーテールとシュシュ」に収録
  - 盗まれた唇 - 「アンダーガールズ」名義
- 「Beginner」に収録
  - 僕だけのvalue - 「アンダーガールズ」名義
- 「チャンスの順番」に収録
  - ALIVE - 「チームK」名義
- 「桜の木になろう」に収録
  - 偶然の十字路 - 「アンダーガールズ」名義
- Everyday、カチューシャ
  - ヤンキーソウル
- 「フライングゲット」に収録
  - 青春と気づかないまま
- 「風は吹いている」に収録
  - 君の背中 - 「アンダーガールズ」名義
- 「上からマリコ」に収録
  - ゼロサム太陽 - 「チームK」名義
- 「GIVE ME FIVE!」に収録
  - 羊飼いの旅 - 「スペシャルガールズB」名義
- 「真夏のSounds good !」に収録
  - 3つの涙 - 「スペシャルガールズ」名義
- 「ギンガムチェック」に収録
  - Show fight! - 「フューチャーガールズ」名義
- 「UZA」に収録
  - 孤独な星空 - 「チームA」名義
- 「永遠プレッシャー」に収録
  - 私たちのReason
- 「So long !」に収録
  - Waiting room - 「アンダーガールズ」名義
  - Ruby - 「篠田TeamA」名義
- さよならクロール
  - イキルコト - 「Team A」名義
- 「恋するフォーチュンクッキー」に収録
  - 推定マーマレード - 「フューチャーガールズ」名義
- 「ハート・エレキ」に収録
  - 快速と動体視力 - 「アンダーガールズ」名義
  - キスまでカウントダウン - 「Team A」名義
- 鈴懸の木の道で「君の微笑みを夢に見る」と言ってしまったら僕たちの関係はどう変わってしまうのか、僕なりに何日か考えた上でのやや気恥ずかしい結論のようなもの
- 「前しか向かねえ」に収録
  - 君の嘘を知っていた - 「Beauty Giraffes」名義

### アルバムCD選抜楽曲
- 『神曲たち』に収録
  - Baby! Baby! Baby! Baby!
  - 君と虹と太陽と
- 『SET LIST〜グレイテストソングス〜完全盤』に収録
  - あなたがいてくれたから
- 『ここにいたこと』に収録
  - 僕にできること - 「チームK」名義
  - わがままコレクション
  - ここにいたこと - 「AKB48+SKE48+SDN48+NMB48」名義
- 『1830m』に収録
  - 家出の夜 - 「チームK」名義
  - 青空よ 寂しくないか? - 「AKB48+SKE48+NMB48+HKT48」名義
- 『次の足跡』に収録
  - 確信がもてるもの - 「Team A」名義

### その他の参加楽曲
- 『ノースリーブス』（「ノースリーブス」名義）に収録
  - 嘘でしょ？～七里ヶ浜の不思議～ - 「ガールズ・ING」名義

### 劇場公演ユニット曲
チームB 1st Stage「青春ガールズ」公演
- 雨の動物園

 チームB 2nd Stage「会いたかった」公演
- 嘆きのフィギュア
- ガラスのI LOVE YOU
- 背中から抱きしめて
- リオの革命

※全員参加曲ではあるが、「スカート、ひらり」ではフロントメンバー（スカひらセブン）で登場する。
 チームB 3rd Stage「パジャマドライブ」公演（途中降板）
- 鏡の中のジャンヌ・ダルク

 チームK 4th Stage「最終ベルが鳴る」公演
- ごめんねジュエル（バックダンサー）

 チームA 5th Stage「恋愛禁止条例」公演
- スコールの間に（バックダンサー）
- 真夏のクリスマスローズ（バックダンサー）
- ツンデレ!（板野友美のアンダー）

 チームB 4th Stage「アイドルの夜明け」公演
- 片思いの対角線（バックダンサー）
- 残念少女（中塚智実のアンダー）

 チーム研究生「アイドルの夜明け」公演
- 残念少女

 チームK 5th Stage「逆上がり」公演
- 抱きしめられたら（佐藤夏希のアンダー）

 THEATRE G-ROSSO「夢を死なせるわけにいかない」公演
- Confession（板野友美・指原莉乃のスタンバイ）

 チームK 6th Stage「RESET」公演
- 明日のためにキスを

篠田チームA ウェイティング公演
- 黒い天使（チームA 5th Stage「恋愛禁止条例」）
- ガラスのI LOVE YOU（チームA 2nd Stage「会いたかった」、渡辺麻友のアンダー）

横山チームA ウェイティング公演
- ツンデレ!（チームA 5th Stage「恋愛禁止条例」）

## 出演

### テレビドラマ
- マジすか学園 最終話（2010年3月26日、テレビ東京） - 馬路須加女学園生徒 役
- マジすか学園2 第2話 - 最終話（2011年4月22日 - 7月1日、テレビ東京） - カムバック 役
- So long ! 第1話（2013年2月11日、日本テレビ）

### バラエティ
- AKB1じ59ふん!（2008年1月24日 - 3月27日、日本テレビ）
- AKB0じ59ふん!（2008年5月5日 - 5月26日、日本テレビ）
- 週刊AKB（2009年8月14日 - 2012年11月30日　不定期出演、テレビ東京）
- AKBINGO!（2009年8月26日 - 不定期出演、日本テレビ）
- AKB48ネ申テレビ（ファミリー劇場）
  - スペシャル〜チーム対抗! 春のボウリング大会〜（2010年4月30日）
  - Season7（2011年7月24日・7月31日）
  - Season14（2014年3月16日）
- 熱血BO-SO TV（2010年9月11日、千葉テレビ）
- AKBと××!（2011年10月21日、読売テレビ）
- AKB48コント「びみょ〜」（2011年10月27日・11月24日・2012年1月19日・1月26日・2月23日、ひかりTV）
- AKB48のあんた、誰?（2012年4月30日 - 2014年4月17日　不定期出演、NOTTV）
- びみょ〜な扉 AKB48のガチチャレ（2012年8月31日、ひかりTV）
- 稲川淳二の怖い話 本家本元7夜連続SP（2013年8月12日 - 8月18日、NOTTV） - 野中美郷とともに、案内役担当
- AKB48の悠遊台北（2013年8月24日、BS日テレ）
- 冬も稲川!恐怖の現場 7夜連続SP（2014年2月1日 - 2月6日、NOTTV） - 野中美郷とともに、案内役担当

### テレビアニメ
- クレヨンしんちゃん（2012年3月9日・3月16日、テレビ朝日） - あやりん 役

### 映画
- スリーデイボーイズ（2009年7月4日公開、FREAK ENTERTAINMENT）
- ×ゲーム（2010年9月18日公開、ジョリー・ロジャー） - 明神理香子 役[31]
- メリーさんの電話（2011年2月12日公開、アールグレイフィルム）- 主演・真由子 役
- 忍道-SHINOBIDO-（2012年2月4日公開、ジョリー・ロジャー） - 暮松 役[32]
- 隙間女 劇場版（2014年3月1日公開、チャンス・イン） - 主演・田茂小春 役

### 舞台
- Arts Fusion in KANAGAWA ドリル魂 YOKOHAMA ガチンコ編（2010年2月26日 - 28日、神奈川県立青少年センターホール）

### ラジオ
- ON8 柱NIGHT! with AKB48（2007年12月24日 - 不定期出演、bayfm）
- AKB48 明日までもうちょっと。（2008年4月28日 - 2012年3月26日・不定期出演、文化放送）
- AKB48お台場ファイティーン（2009年10月15日・12月24日、デックス東京ベイスタジオ）
- AKB48のオールナイトニッポン（2011年9月30日 - 不定期出演、ニッポン放送）
- リッスン? 〜Live 4 Life〜（2014年1月30日、文化放送）

### CM
- WILLSELECTION「Disney Marie Collection」（2013年3月15日 - ） - 島崎遥香と共演
- 東海堂冰皮月餅（2013年8月 - 、東海堂,香港） - 小嶋陽菜と共演

### ゲーム
- 萌える麻雀 もえじゃん!（2008年、ハドソン PSPソフト） - 本多一月 役

### PV
- ユナク from 超新星「キミのすべてを愛していたよ」（2014年1月29日）

## 書籍

### 雑誌連載
- 月刊エンタメ（2013年9月30日 - 、徳間書店） - 「ライムスター宇多丸хAKB48菊地あやかのドル放談」を連載
- MAQUIA（2014年6月号 - 、集英社） - マキアミューズ（専属モデル）

### カレンダー
- 菊地あやか 2012年カレンダー（2011年11月19日、ハゴロモ）
- 卓上 菊地あやか 2013年カレンダー（2012年12月7日、ハゴロモ）
- 卓上 菊地あやか 2014年カレンダー（2013年12月6日、ハゴロモ）